# دیانا و کالیستو

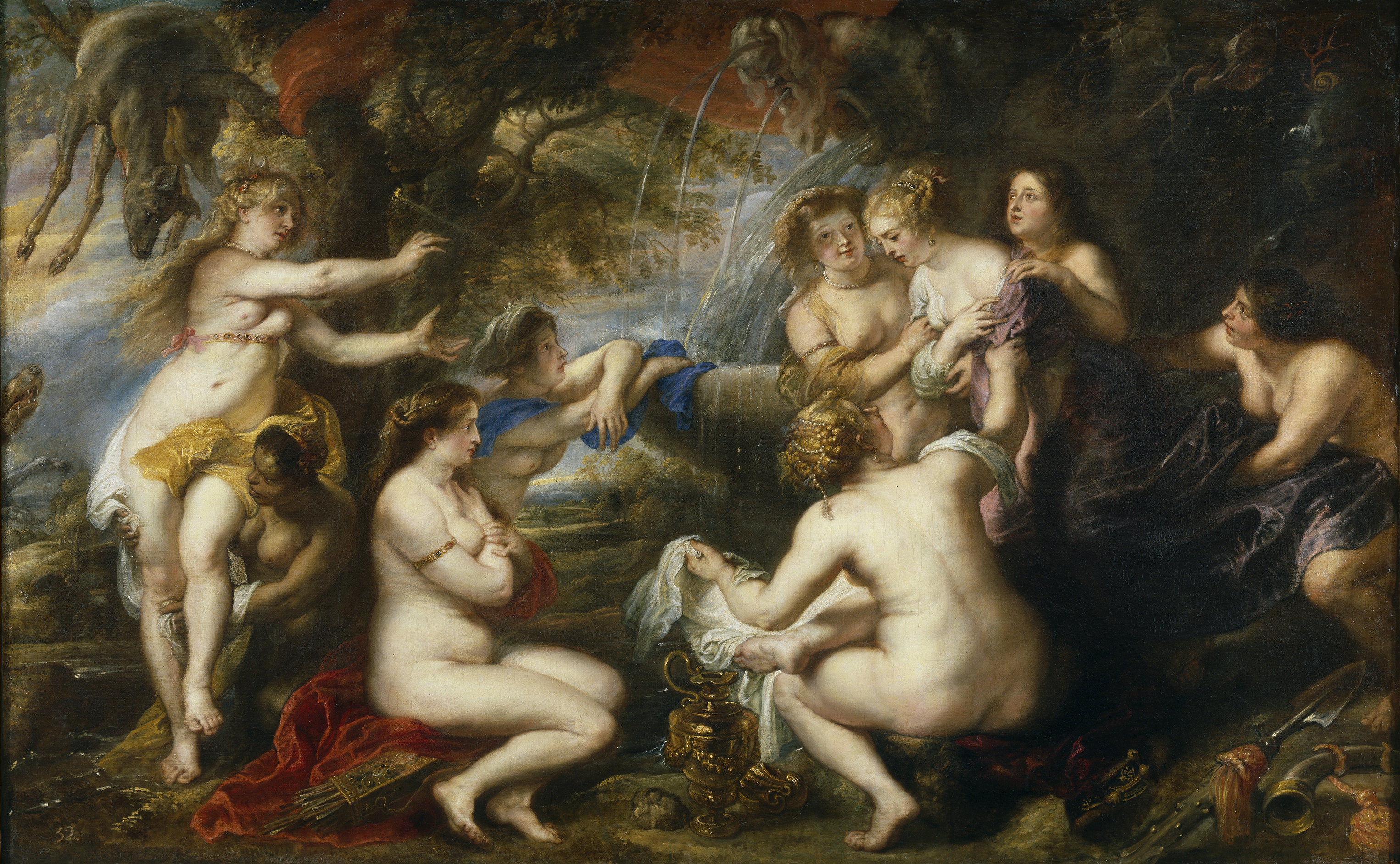
نقاشی دیانا و کالیستو اثر پیتر پل روبنس که در سال ۱۶۳۵ میلادی کشیده شده.

دیانا و کالیستو نقاشی است که توسط پیتر پل روبنس بین سال‌های ۱۶۳۷ و ۱۶۳۸ تولید شده‌است. این اثر یکی از نقاشی‌هایی بود که به سفارش فلیپه چهارم پادشاه اسپانیا برای کلبهٔ شکار جدیدش، تور دلا پرادا توسط این هنرمند کشیده شد. ابعاد این نقاشی ۲۰۲ در ۳۰۳ سانتی‌متر است و اکنون در موزه دل پرادو نگهداری می‌شود. تصویر دیانا و کالیستو را نشان می‌دهد.